# 龍安坡黃宅濂讓居
25°01′27″N 121°32′21″E / 25.024178°N 121.539192°E
龍安坡黃宅濂讓居，簡稱濂讓居，位臺北市大安區龍門里和平東路二段及建國南路二段交叉口附近，現坐落於臺北市立龍門國民中學校區內，是臺北市民居宅第古蹟保存於校園的唯一個案。為臺北市內少見的傳統農村建築，可反映台灣先民在清朝墾殖台北盆地的風情，並見證了周遭市區歷史之變遷。
濂讓居宅身大體上坐西北朝東南，為火庫起屋身，典型安溪厝形與海棠花紋石窗，屋架為硬山擱式，正廳以黑、金色為主色調，門面採凹壽設計；其舊有格局為左右雙護龍三合院之形制，是興建當時農業社會主流合院的代表，過去的濂讓居合院建築群正代表了當時台灣北部農家集居的生活形式。
在日治時代台北進行都市計劃後，擁有濂讓居的黃家位於龍安坡地區的土地及宅第陸續遭到徵收；濂讓居所在地亦於1973年被劃入公共設施保留地，並於1988年成為龍門國中預定地，直到1999年拆除前才由台北市政府列為市定宅第古蹟，得以繼續保存。目前土地及建築均屬臺北市政府教育局，由龍門國中負責管理維護，平時並不對外開放參觀。
濂讓居過去曾被黃家更名為謙讓居，1999年成為市定古蹟前經學者探討研究，仍決定將古蹟依初建時名稱「濂讓居」定名。黃家之神龕、供桌及牌樓仍保留初建時之舊有風貌，正廳有黃少谷院長題字之「祖澤長貽」匾額。神龕上方之漏窗及牌樓，採多層出挑斗栱及多樣化雕飾雀替及透雕崁窗。目前濂讓居正廳，依舊為「紫雲祖祠堂」，奉祀黃家開台始祖以下各房祖先靈位。

## 基本資料
- 古蹟等級：直轄市市定古蹟
- 古蹟類別：宅第
- 完工年代：清末、日治初期（1897年、光緒23年、明治30年）
- 位址：臺北市大安區龍門里4鄰和平東路二段76巷4號（臺北市立龍門國民中學內）

## 歷史

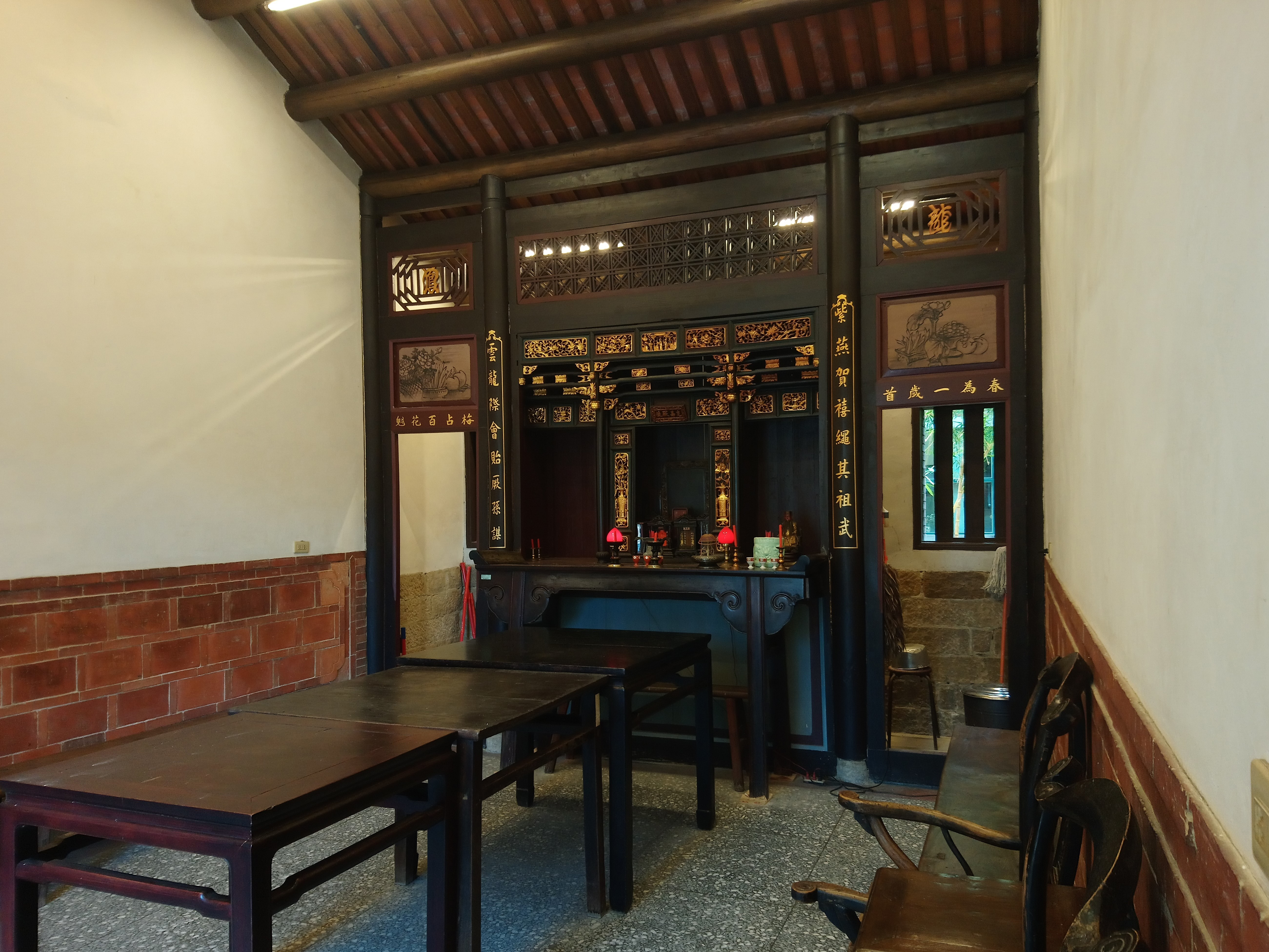
公媽廳內部

### 清治時期
黃家開臺始祖黃啟端來自福建省泉州府安溪縣歸善鄉永安里后按社大坵田掛草坪（又稱紫雲），於1750年（乾隆15年）舉家來臺發展，起先在淡水、三芝交界處的雞柔山拓墾（此地至今仍為黃家祖山，舊稱蕃薯寮）。1850年（道光30年）黃啟端後人舉家遷至新莊坪頂坡角發展，因遇到1853年（咸豐3年）蔓延北台灣的漳泉械鬥，致屋宅被焚燬，黃家遂變賣產業，舉家遷往大灣庄下內埔（今和平東路和敦化南路口附近地區），並購地約40甲。

### 日治時期
1891年（光緒17年）起，黃家至第四世時進行來臺後第一次分爨，至1897年（明治30年）一共蓋了四座新宅，皆由擔任建築師的大房黃竇訓設計建造，建材與匠師均來自福建泉州；加上原來的祖厝，「紫雲蕃薯寮派」在大安共擁有五座宅第，合稱「紫雲五塊厝」的大合院。其中三個主要的聚落分別被稱為「頂塊黃」的祖厝（今和平東路二段153巷一帶）、「中塊黃」（今和平東路二段76巷一帶）和「下塊黃」（今大安森林公園靠近臺北市立圖書館總館一帶），另外兩座新屋分別位於今日信義路二段和建國南路口一帶，及位於敦化南路和四維路口一帶的「德祿居」；其中的五房黃彪獅所居住的「中塊黃」取名「濂讓居」。至於厝名的意義及由來已無可考，研判為大陸塾師的提字。
黃家在大安庄建立家業以來，未若其他地方大族藉著富有家財與顯揚家世，而積極參與地方公務，或培養子弟爭取功名；當時僅有二房「水柳居」曾擔任保正，維持地方安寧，之後五世黃禮木曾出任農會會長之外，黃家主就是從事農耕和米行的生意。黃家注重教育，即使是女兒或童養媳也一樣對待，鼓勵向學，曾禮聘大陸塾師在家授課，除教育自家子弟外，附近人家有心向學者，也都可前來受教。
1911年（大正元年）黃家再度分戶，至1930年（昭和5年）因第五世人丁日眾再度析產，同時向外增改擴建，圍牆改用清水磚並填水塘，至第六世之後，因居住空間不夠，多於婚嫁之時遷出古宅。1935年（昭和10年），黃家所有田地、屋宅皆被劃為都市計畫用地，濂讓居所在地則先被劃定為臺北帝國大學（今國立台灣大學）預定地，後又改為台灣總督府臺北高等學校（今國立台灣師範大學）宿舍預定地。

### 戰後
國民政府來台後，繼續實施日本時代所規劃之都市計劃，黃家田地陸續被徵收成為憲兵隊、兵工署、國民黨黃復興黨部、人事行政局用地，其餘土地也成為道路用地，產業只剩1600餘坪。
1973年起，濂讓居所在地正式被劃為公共設施保留地，面臨拆除，直到1999年經臺北市政府民政局與學者會勘，認為濂讓居為台北市內罕見的傳統農村建築，建議列為古蹟予以保存，並正式以初建時名稱定名為龍安坡黃宅濂讓居。隨後經臺北市政府公告成為市定宅第古蹟，並決定原地保存於新建之龍門國中校園內，並成為校舍建築主要意象，使校舍建築揉合現代建築與仿古形式。
目前濂讓居之土地及建築均屬臺北市政府教育局，由龍門國中負責管理維護，平時並不對外開放參觀；龍門國中建校時配合古蹟整體規畫，校舍特別以漸層式一樓、二樓、四樓、六樓的斜屋頂建築與古蹟相互搭配，建築外牆顏色搭配古蹟紅磚色，並裝飾仿古的窗台、門斗等，使得龍門國中成為臺北市內頗具特色之學校。
目前的濂讓居正廳，經紫雲蕃薯寮派（黃家）各房商議，決定成為「紫雲祖祠堂」，奉祀黃啟端以下各房祖先牌位。

## 建築
濂讓居大體上坐北朝南，四周皆為稻田，阡陌之間一座紅磚三合院，為典型的台灣傳統農宅。其格局又稱為正身帶護龍，初建時只有左右護龍，後來略有擴建，增加外護龍，所用紅磚質地極優，色澤紅潤，作工甚精。屋頂為雙導水，屋脊曲線和緩，反映出平實之感，正堂內木雕仍為初建時原物，雕刻精美，在台北市所保存的百年古農宅中，具有清末到日治初期之過渡性格，從材料與裝飾特色皆可見之。
濂讓居為敦實之小型地主居屋，在建材與裝飾色彩使用上與當時鄰近之林安泰古宅之富豪宅院迂迴，風格簡樸，注重在實用性而不多加瑣碎裝潢，為合院之基本格局，寬闊的埕前有一馬背脊小門屋，雙護龍外側原有一過水廊，現外牆已拆除，「防禦性」格局為龍安坡黃宅一大特色，合院牆壁皆為小型開孔，周圍繞以連通性走道，開孔處皆設「銃眼」形成特殊防禦性格局，圍牆外密種刺竹，進出門戶僅留前後大門及左右小門，龍安坡黃宅保有典型農宅之配置特色，圍牆內除了防禦性的刺竹圍籬，也另外種植有生產性的農作物，屋後另有一水井，為農家自給自足之水源，可反映出當時的社會治安狀況。整體強調實用性，不僅是黃宅的裝潢樸素，也可從它注重防禦、居家安全等方面看出。
建築風格屬於閩南式安溪地方的傳統民居農宅，十分素樸簡單大方，最華麗的部份屬公媽廳的木造神龕和正脊的剪黏；其餘地方，多自實用與素樸角度出發，裝飾性的物件不多，牆壁與大樑也都是素面；甚至未置太師椅，而是長凳。建築本體樸實無華，予人穩重的感覺。雖無精雕細琢，但黃家後代黃則修曾引領學生對濂讓居的內外，作魯班尺測繪，竟然處處蘊含進益、進寶、添丁、迎福、富貴、貴子、六合、登科等吉祥寓意。其餘建築裝飾主要表現在砌磚技術，著重在轉角、層次與線腳的處理；而且採用多種造形磚，雖有實用性，然其裝飾性與可看性正是此處。

### 布局
在中國傳統合院建築中，講究對稱式的造型，此種建築的大小受到社會地位、家族身分的影像，而空間規劃則是受到風水的影響，因此，建造房子時在格局上、高度上、在屋脊上、在間架數上、在台基上、在建材上、在技法上、在裝飾上等等亦有尊卑，高低、大小的考量。
濂讓居的方位為坐西北朝東南，依八卦方位是坐乾向巽，巽位，貪狼生氣，屬上吉位；此位有貪狼生氣星，出貴催官，大旺人丁，萬事順利是吉慶之象徵，主客由此進出，可保朝氣蓬勃生生不息，事事順利，大富大貴。

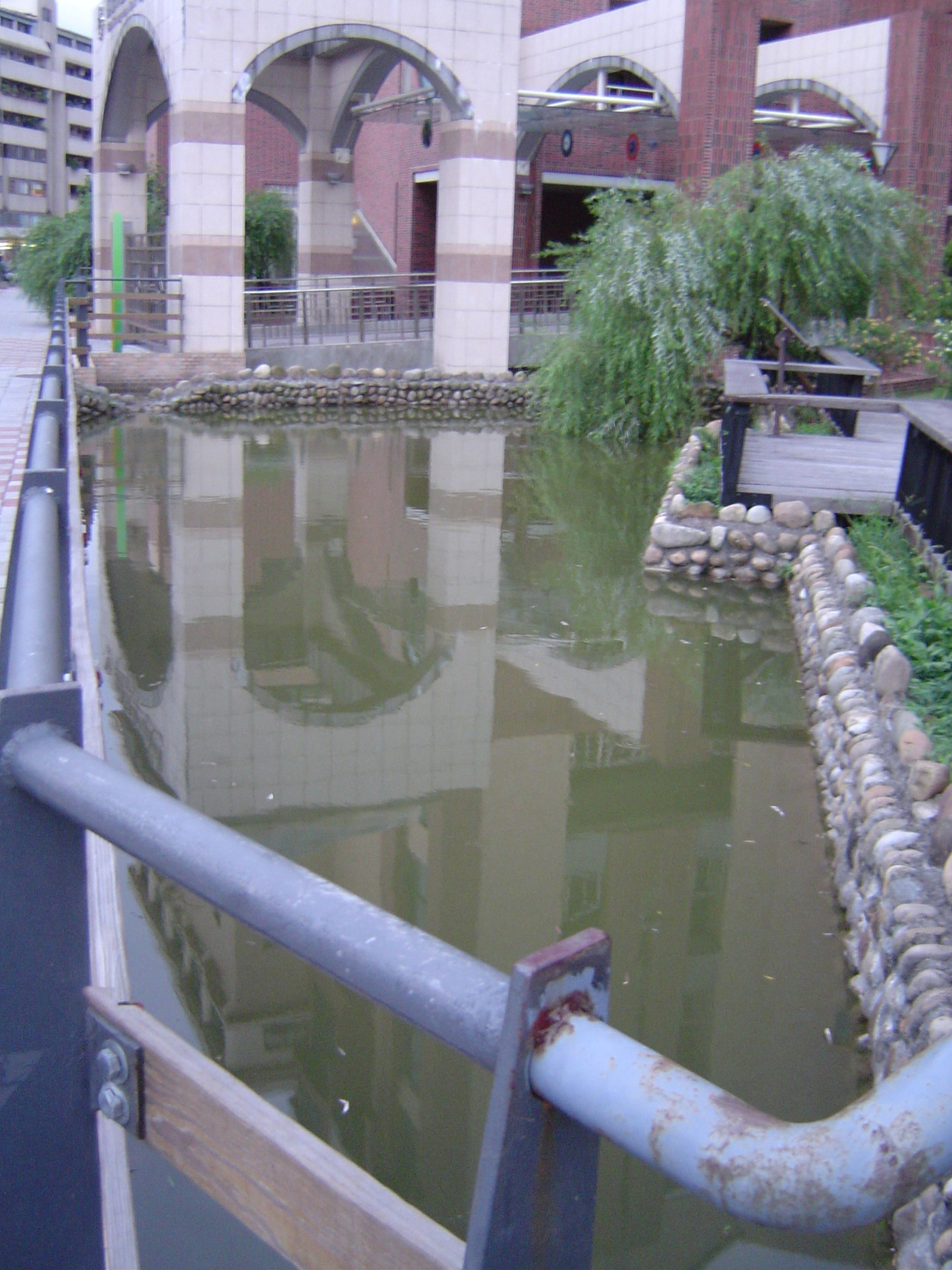
龍安坡黃宅濂讓居前仿製之半月池，由於考量都市計劃道路，已非當時完整之半月池形狀，原半月池已於1930年因事故填平；後方建築為龍門國中之校舍。

濂讓居位置前方原有一口大池塘，後方有小土丘，周圍是水田、圳溝和刺竹及麻竹混種竹林，依風水角度來看，可以聚氣生財。水池（半月池又稱風水池或魚池）可供調節氣溫及日常生活所需，也是傳統風水學上所說的可以聚寶收納最佳的型制；而且視野、採光、通風佳；從遠觀而言，背觀音山，面向芳蘭山、中埔山，更是大氣度。地沃，苗茂盛；宅吉，人興隆。整體看來，濂讓居格局方正，結構整齊，非常符合風水、地理各方面的要求，是十分適宜居住之地。
宅前原有植物：亞历山大椰子五棵、檳榔一棵、台灣欒樹二棵、榕樹二棵、樟樹、蓮霧、桑樹等。其餘皆為2004年修護之後種植。

### 格局
濂讓居屬五開間、閩式ㄇ字型三合院農居，是安溪常見的傳統農宅；這種格局的宅第俗稱「正身帶護龍」或「大厝身，雙護龍」。濂讓居一開始所建造的形制就是單進雙護龍的三合院。依中軸線呈左右對稱，主次分明。在1999年時，濂讓居已擴充為為單進四護龍外帶兩排豢舍的建築。

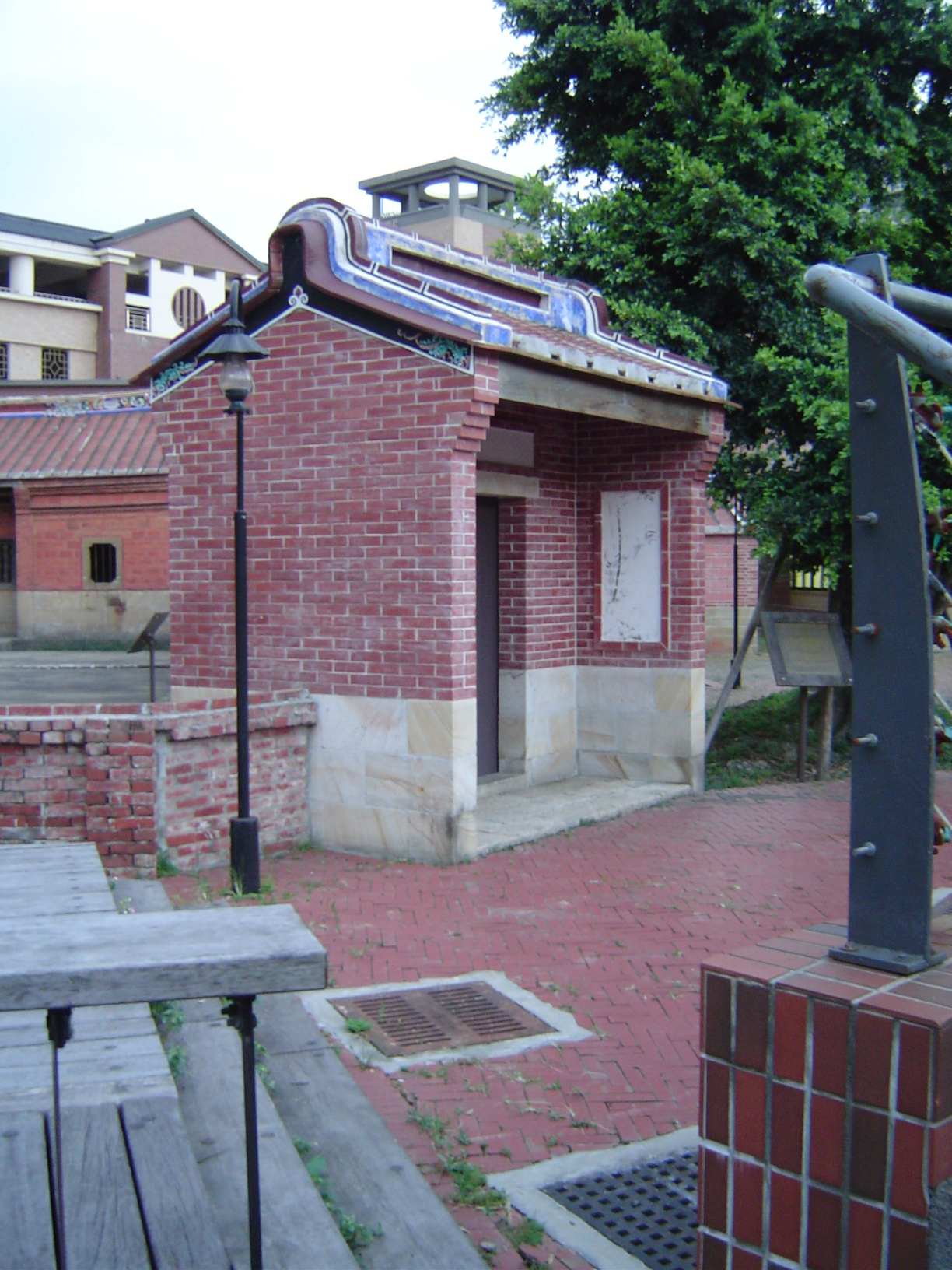
龍安坡黃宅濂讓居門樓，原有門樓已於1950年因故拆除，此門樓為2002年重新仿製。

一般民宅空間的居住是按左昭右穆的倫理制居住，正廳左側之房間，為家長之居室，廚房亦位於左側房間，由家長之妻掌理。正廳右側之房間，為家中長輩之居室，若無長輩，則擺置雜物；其他房間為晚輩之居室，依左尊右卑、內尊外卑之秩序分配房間。但濂讓居初建時不按此原則，因為黃彪獅一共有五位兒子同住於此，老二最大居右間，老三居左間，老六居右護龍，老五居左護龍，右護龍次間為農具堆放處，左護龍次間充作穀倉。左護龍之屋檐下封泥處有一孔洞，以利於穀倉通風，稱為「通風孔」。
濂讓居的中央空地稱為埕，用於晒榖、飼養家禽、辦桌聚會、小孩遊戲等用途，外圍一排是紅磚砌成之圍牆，以便防衛，圍牆原為土角牆，加貼紅磚設有銃眼，改建後使用日本人製清水磚，有TR字樣；門樓於1950年因進出不易曾遭更改，現今之門樓為配合龍門國中興建所仿製。
屋子後方位於護龍過水間原有一口水井，為古厝興建同時開鑿，深達20公尺，平時充為飲用水，必要時為救火之用，井水在傳統合院中「自給自足」的生活價值觀中佔有重要經濟價值地位，同時也凸顯在其防禦性空間中之維生角色，另外在水井旁宅第正身右耳房方窗下，可見有一鑿孔，為舊時以竹片從水井接水入屋內於水缸中之鑿孔，稱為「水管洞」；但水井於2002年拆除周遭加蓋部分時意外遭到拆除，現為重新修復之模樣。
宅前原有半月池，原本飼養鯉魚、鰱魚、鯽魚為主，1930年因事故填平，戰後被徵收，大部分成為國立臺灣師範大學宿舍之建地。今已在原地復原一仿製半月池，但由於考量都市計劃道路，已非當時完整之半月池形狀。

### 結構
- 基座：長條形石灰岩砌成。
- 台階：簡單的單一台階，無其他的配件。
- 鋪面：最初的埕及屋內地面皆使用三合土，為早時傳統宅院常使用地坪，三合土之成分為配比黏土二份、砂二份、石灰二份、黑糖漿（或糯米漿）及清水等調配而成。製法為將乾黏土打碎成粉末並混合石灰、砂及清水於槽中溶解拌合，之後十天每日須攪拌二次以上。施工前加上黑糖漿、清水調成粿狀體，在已整平夯實之地面上塗抹約5公分厚，以木鏝分層抹平與木椿擣實，在完成後二個月內每日須灑水一次，使其保持濕潤。未完全乾燥前地面不得踩踏步行，以免形成痕跡。1969年後，屋內改用磨石子地板，其他邊間及護龍地坪改為水泥鋪面。由於三合土做法所需施作時間及施作難度較高，故現今三合土做法已不多見。
- 屋身：屬「火庫起」屋身，也就是磚牆頂部逐層向上出挑以支撐屋簷的作法，利於防禦及防火，以紅磚為主要建材，正廳中間往內凹形成「凹壽」，廳堂兩邊設窗，使室內空氣流通。
- 牆：
  - 牆身：為「承重牆構造」，牆身本身即有承重支撐屋頂的作用；其餘最邊間房間為混合構造，屋頂是承重牆擱檁式構造，其下再架類似抬樑式木結構，做法簡單，沒有華麗之斗栱、瓜座等物件，以實用為考量；因為邊間大部份是穀倉或廚房，使用此結構，可在木架上放置或懸掛各種農具、物品甚至食物。
  - 外牆：於最顯眼之部分使用斗砌磚牆，使用之紅磚又稱作清水磚，具有隔音、隔熱、防水、防潮之功能。在大門框及其他收邊牆角地帶使用丁順砌磚；外護龍部份牆基下段為砂岩丁砌，材料包括花崗石、砂岩石和鵝卵石。
  - 墀頭：為廊牆頂端的線腳和裝飾品。濂讓居左右墀頭的部分作磚疊澀，其功用為使屋檐及牆身兩種形式與感覺大異其趣的構件，得以順暢銜接，並使建築之體形象顯得統一及圓熟。
  - 水車堵：為牆上靠近屋檐處的水平裝飾帶。濂讓居的水車堵只用薄紅磚砌成上下兩條水平線，堵內也只用紅磚組砌，沒有任何華麗的裝飾。只有正身水車堵有葉形磚砌成工字形的氣窗，危難時，還可當做銃眼使用。
  - 山牆：是位在建築物的左右兩側上端像山形的牆壁，與前後屋坡的垂脊相連。就空間組織而言，只居於陪襯的地位，卻是面積最大、最完整且最容易被看見的部分。山尖最頂端的圖形多變，多與傳統風水有關，有金、木、水、火、土等圓形、直形、曲形、銳形、方形的圖案，寓涵五行的象徵意義。濂讓居有別於大安區之安溪移民住宅，無燕尾翹脊是硬山頂圓形馬背，屬金。
  - 懸魚：懸山頂的山尖因屋檐懸挑在外，為了加強前後兩坡的封檐板交接部分，於是又增加了「懸魚」雕花木板，如同一尾倒吊著的魚，名為懸魚，是因為魚代表水，而火怕水，有魚，火就不敢靠近房子。濂讓居在正身左右山牆上有細緻的懸魚造型，在二護龍山牆上有泥塑的「寶鏡」造型懸魚。
  - 鳥踏：在山牆下以磚砌成凸出的水平線條，呈「n」字型，其功能原是防止土埆牆壁面淋雨，確保房子持久耐用。後漸漸轉變為裝飾帶，甚至戲稱是給鳥踐踏的地方；在台灣講究一點的房屋的鳥踏甚至還做各種雕塑，變成建築的裝飾物件。濂讓居的鳥踏，只用薄磚砌成。
  - 內牆：屋內牆身上堵用土埆牆砌成，外面再抹上一層灰泥，1969年後則改為水泥粉光；正廳牆面下段是斗砌紅磚，四周收邊（撻角）作蝙蝠展翼紋磚雕飾，以及祥雲紋飾，旁邊再用紅磚榫接排列，外圍再用紅磚平砌。外護龍室內的下堵牆用卵石砌牆，比較穩固也防潮，也比較經濟簡便的牆體材料。
- 樑架及其他構件：正身的屋架柱樑是硬山擱檁式，天花板明白顯露，沒有裝飾，其他邊間的擱檁式和抬樑式混合木結構，沒有瓜柱、瓜筒是比較簡單的木結構，整修後仍然維持木頭榫接，不用釘子。一般考究的宅第所用的樑柱裝飾意味甚濃，濂讓居雖然樸實無華，但整個或細部長短大小的尺寸皆合魯班尺的規制，皆寓含富貴、吉祥、添丁、進益等美好的涵意。正廳外門的壽樑下的托木是泉州式透雕法，充滿文人色彩，和屋內的神龕上的雕刻圖案一樣細緻，木頭都是用大陸的福州杉木。除了正廳，房間多設有圓桁平板鋪架閣樓，可用略斜的豎梯攀登，放雜物兼作急難躲藏之用，又稱暗樓。
- 門：正身由大門明間、次間、稍間依序開有三對對稱窗。
  - 大門：是實心鏡面板門，門外有門環，門後有兩條平行門栓，關上時與門形成一井字形，上下門接有門臼；門框用實心紅磚砌成柱，門前有一整塊花崗岩戶碇，左右護龍的中門，門額上放上一大塊的砂岩石條。
  - 彎光門：當空間不夠使用時，左右護龍又可再加建外護龍；人口雖多，但各護龍有獨自的天井過水門、過水廊方便進出正身與各房的子孫廊和左右護龍的房間前廊，雖使房間的正面採光變暗，卻能以彎光門（或過水廊、過水門）連通各房間，並構成方便橫向連繫的暗廊式防禦體系。整修後的濂讓居多做了過水門、過水廊，讓現在進去參觀的人可以緬懷過往的建築物。
- 窗：含窗孔、窗框、窗櫺，窗飾多與裝飾結為一體。
  - 竹節窗：位於濂讓居正身外牆，窗櫺有三條，是泥塑竹節形，內有移動式木條窗，可以開關，窗框是沙岩石泥塑成。
  - 海棠石窗(海棠弧紋窗)：位於正身左右次間的牆上，窗框用砂岩石條雕刻而成；裡面原裝有三枝鐵條，外嵌玻璃窗，現已拆掉，改用木板窗。
  - 大圓窗（月洞窗）：位於左右耳房的牆上，原有裝上玻璃窗，現已拆掉，內有可以開閤的木門扇；窗框是用紅磚排列，屋後的窗子窗頂多加磚疊澀出檐的雨庇。
  - 氣窗；有一類氣窗是位於正身明間退凹的牆面水車堵上，用柳條磚排列而成；另一類則位於正身左右山牆山尖上，用磚砌直櫺窗，窗頂並加疊澀出檐的雨庇，除利於室內外空氣流通外，還具有風水上「氣」的考量。
- 過水：為連接護龍與護龍間之廊道或房間。過水廊之間空間，稱之為「龍虎井」，位於左側稱為龍井或日井，位於右側者稱為虎井或月井。現今濂讓居所見之四個過水廊，正身龍邊廚房旁之過水廊為保存修護之過水廊，其餘三過水廊則為仿舊重建之過水廊。
- 屋頂：傳統宅第屋頂除了遮日擋雨的功能外，還兼具傳達尊卑有序的倫理觀；因此屋頂也是等級地位的標誌，更是屋主身份地位的象徵。正身的屋頂高於次間房，左右房又高於左右護龍，確立了尊卑倫理的關係。而屋脊曲弧大，屋頂的高低差與山牆圖案鳥踏，格窗等線條所產生視覺上的美感，無須過度的華麗裝飾，就能彰顯匠師獨特的功力。
  - 屋面：屋面是用來散水的表面。傳統民居的屋面，由內而外是由桁檁以上的椽條、望板、灰泥、瓦片及屋脊逐層疊組而成的。
    - 紅色板瓦：20X20公分，包括俯瓦（偶數）、仰瓦（奇數）和屋頂中央的笑瓦，俗謂「笑槽坐中」。
    - 封檐板：位於正身入口以及整修後的過水廊。
    - 桷木（椽條）：在正身明間，抬頭往上看就可以清楚看到椽條和望板。
    - 望板（瓦養、望磚）：也是紅色的正方形或長方形平板瓦片。
    - 灰背（灰泥）在望板之上鋪上一層灰泥，形成和緩順暢的曲線，以便在上面鋪瓦。濂讓居的房屋是硬山式屋頂，分成兩坡水，基本上前後兩坡坡度相同，但受「陰陽邊」禁忌的影響，前坡（陽坡）屋面常較後坡（陰坡）屋面為短，結果也使得前檐必須高一點後檐必須低一點；也影響了屋面下等間距桁檁的排列造成陽坡較密，陰坡較疏的情形。若從實用觀點來看前高後低的屋坡，正廳採光好，正是「明間」。

  - 屋脊：屋脊的高度，依建築物的尊卑序位而定，是以正中央三開間的屋脊為最高，兩側較低。屋脊依所在位置不同，有以下種類：
    - 正脊（中脊）：濂讓居的正脊裝飾性並不強烈，有一些鳥獸花卉的剪黏，也有柳條花磚鏤空排列，一方面是為了減輕重量，一方面也表現陰陽虛實相生的美學觀，現在屋脊上的彩繪已非原來的顏色與圖樣。屋脊收尾（像一個人字形）的形式有三種：燕尾、馬背、瓦鎮，瓦鎮是受日式影響。左右護龍的正脊上原本沒有作剪黏，現在看到的，是後來整修加上去的。正脊上面的圖案有鳳凰麒麟，牡丹花，螭虎紋飾等。
    - 垂脊（規帶）：屋頂上向前後隨瓦垂下的脊。濂讓居的垂脊十分平實，沒有裝飾，也沒有起翹。
    - 曲脊：也就是馬背紋，通常有三條曲線。
    - 馬背：馬背是由曲脊、紋路和脊頭三部分所組成，內覆以磚瓦，大小隨正脊和屋身的大小而變化。馬背的造型與傳統風水觀和屋主人的生辰八字有很大關係，分別有金、木、水、火、土等寓含五行的造型。濂讓居的硬山馬背是圓形，屬金。

### 裝飾
濂讓居的裝修，除了神龕以外，基本上以實用與樸素為主，裝飾性的物件不多，正廳甚至未置太師椅，而是長凳。公媽廳的神龕排樓面嵌木雕透雕，表現花草、松鶴、福祿壽等主題，寓意福氣常壽；壽樑斗座上有琴棋書畫四件木刻淺浮雕，寓意子孫多才多藝；牌樓面尚有隱諭莊重、尊貴之蓮花垂花、鰲魚雀替和飛鳳豎材。神龕排樓上方之漏窗，採多層出挑斗拱及多樣化雕飾雀替及透雕嵌窗，與傳統「看架」及「五彎連拱」形制不同。
正廳三開間的木造神龕建築與雕飾，作工精緻，是濂讓居最莊重之處，迄今仍為原建物，保存良好。神龕中央祀有開台以來歷代祖先，更有黃啟端來台時所攜精細雕刻的歷代祖宗牌位一座，另外兩尊神像清水祖師公和法主公也是開台始祖黃啟端自安溪原鄉隨身來台，從此作為黃家的守護神。
濂讓居的裝飾作法有五種：
- 雕刻，又可分為：
  - 磚雕，大部分屬陰線磚雕，如彎光門上的螭虎紋飾「雙龍護琴」，正廳的紅磚牆上的蝙蝠紋飾；雖從實用出發，但圖案多容入吉祥寓意。
  - 透雕，神龕上的圖案有花草、松鶴、福祿壽翁。
  - 木雕，正身大門壽樑上托木以及神龕上的花板。
  - 石雕，公媽廳的石柱珠，以及位於外牆上海棠石窗，四周是用砂岩石雕刻而成的。
  - 木刻淺浮雕，在神龕壽樑斗座上有琴棋書畫四件木刻的淺浮雕，矩形神案、高蹺案桌兩側有螺紋形如意圖案，整體以平穩簡潔為尚。
- 組砌：濂讓居整體風格質樸，裝飾構造不多，其建築的裝飾性主要表現在砌磚的細部技術，著重轉角、層次、線腳的處理，而且多出自唐山師傅的手工。在正廳以及正身大門左右兩邊對看的牆身即步口，一般民宅這裡裝飾著力甚多，但是濂讓居只是用紅磚組砌排列簡單的幾何圖形，收邊磚框交接處用劍尖磚榫，表現出立體與層次感。
- 彩繪金飾：公媽廳的神龕排塿面小木作油漆彩繪以紅色和黑色為主色調，小木透雕、楹聯字體貼上或漆上一層薄薄的金漆，使其看來金碧輝煌，也有代表閩南傳統「方正為美」的審美觀，亦有保護木作的作用。神龕左右龍鳳門上方有二件吉祥寓意的清供圖，落款年代為戊申年（1908年），但斑駁無法辨識，作者已無可考。
- 剪黏、泥塑：
  - 正脊上的花鳥為泥塑，再貼上各種彩色陶碗片或瓦片修剪拼貼而成。
  - 正身入口大門上的匾額，為泥塑「濂讓居」三個字。
  - 竹節窗：使用泥塑仿石雕成竹節的形狀，寓意竹報平安、節節高昇。
  - 懸魚裝飾並兼具吉祥與裝飾的護心鏡圖案亦為泥塑。
- 書法和匾聯：
  - 匾額兩處：
    - 正廳的大門門額上懸掛的匾額「濂讓居」。
    - 公媽龕上的匾額「克昌厥後」，源自《詩經》周頌「燕及皇天，克昌厥後」，意思為：上天降福周人，使他們的後代昌盛起來。

  - 對聯三處：
    - 正廳大門左右現在張貼的對聯為：「紫氣自東來瑞光普照，雲祥從天降福曜德門」，說明了黃氏祖先的發源地「紫雲」。
    - 正廳大門左右原本張貼對聯為：「紫荊暢茂；雲瑞徘徊」，說明了黃氏祖先的發源地「紫雲」。
    - 神龕柱子上的對聯書寫：「紫燕賀禧繩其祖武；雲龍際會貽厥孫謀」，源自《詩經》大雅，第一句的意思是遵守、繼承祖先的行跡規範；比喻繼承祖業；第二句意思是為子孫留下善計，使子孫安居的意思。一樣以嵌字對聯呈現黃家源流「紫雲」。
    - 神龕左右門清供圖下緣亦有「春為一歲首、梅占百花魁」的橫批對聯。

### 材料
濂讓居現有家具與器物大多屬於公媽廳裡的擺設，經過百年仍然保存良好；而材料方面，壓艙石、花崗石（泉州白石）、福州杉是遠自大陸渡海來台，清水紅磚也是大陸做好再運來台灣；土埆磚、鵝卵石、烏心石木、三合土是就地取材的；黏著劑為紅糖、石灰、糯米這三種混合的古早黏著劑，黏性強又堅固。濂讓居各房間內目前陳設的物品，並非全然舊有的物品，很多是整修之後添購的，廚房的大灶以及廚房用品也是後來加蓋或添購。
- 建築材料包括：土埆磚、壓艙石、花崗石（泉州白石）、清水磚、福州杉、烏心石、柳條磚、三合土（石灰、砂、土）、鵝卵石、黏著劑（紅糖、糯米、石灰）。
- 現有家具：公媽龕、神案、神桌、匾額、長板凳。
- 器物：花矸五賽（花、燈燭、酒水、香、果）、天公爐、添丁燈三對（比天公爐稍低，意含：人丁常滿，現在大廳的添丁燈掛法並不正確，可能是整修後曾經移動過）、錫製香爐。

### 技法
因濂讓居的風水師及工匠均是聘自大陸，具有一定的水準並保有泉州安溪傳統建築的風格。
- 上樑式：也就是就樑放置中脊樑祭拜魯班公的儀式並宴客，樑身可懸掛五穀包、五金、書卷、粽子及燈籠。中脊樑是一座建築最重要的脊骨，地位崇高，且有鎮宅之象徵。
- 劍尖磚榫：把長方形磚的四角，削成尖形，以便排列，緊密組合，美觀又防震。
- 入厝：房屋全部工程結束，包括室內彩繪與家具安置妥當，擇吉日才能搬入，主人並同時宴客。
- 陰陽坡：屋頂前後坡不一樣長，後坡長而低，稱陰坡；前坡短高，是為陽坡，可引進較充足的光線。
- 防衛：濂讓居的防禦體系，比較積極的、最明顯的就是銃眼，這也是安溪民宅的特色。其他有第一道刺竹林，也是地界；第二道圍牆也是防衛；第三道銃眼；以及在高處的氣窗，在急難時充當銃眼之用，以便構成交叉防護網；第四道大門；根據黃敏治女士說大門原裝有栓杆設備，後來不用之後就拆了。另外婦嬬小孩也可以躲在暗樓。在早期濂讓居在外護龍盡處的外側、正身後兩側，各設一座銃櫃（共四座，單層樓），儲備長槍彈藥，且各開銃眼數個。後來因社會安定已無盜匪，曾改為穀倉或雞寮。又因子孫繁衍，陸續拆除改建為居所。
- 銃眼：為台灣傳統三合院防禦性質的墾拓建築特色，早期渡海來台墾民，為謀生存的空間與墾地的保全，與當地原住民及他邑的墾民多有衝突，以致常以地盤利益的糾紛尋求爭戰。在黃宅正身左右檐牆海棠石窗下可見有小型開孔即所謂的「銃眼」，裡大外小的方錐形，以利射擊，外觀上不易被發現，周圍繞以連通性走道，正身與左右廂房與護龍等屋內動線上，均設置堅實之板門(厚達一吋以上)與木栓。目前經由修護過程中，發現黃宅建築主體內共有七個銃眼，分別設於左右護龍兩側各一處、正身及凹壽各兩處，及廚房一處。

## 年表
- 1750年（乾隆15年）：泉州安溪大坵田人黃啟端移民來台，初於雞柔山拓墾。
- 1850年（道光30年）：黃氏後人舉家遷至新莊坪頂坡角發展。
- 1853年（咸豐3年）：因漳泉械鬥屋宅被焚燬，黃家變賣產業，舉家遷往大灣庄下內埔。
- 1891年（光緒17年）：黃家始進行分爨，始建四座新宅。
- 1895年（光緒21年、明治28年）：台灣割讓予日本。
- 1897年（明治30年）：濂讓居完工。
- 1930年（昭和5年）：濂讓居向外擴建，並且圍牆改用清水磚，並填平半月池。
- 1935年（昭和10年）：黃家所有田地、屋宅皆劃為都市計畫用地，濂讓居亦被劃定為台北帝國大學校園預定地，後又改為台灣總督府臺北高等學校宿舍預定地。
- 約1940年（昭和15年）：正身及右廂房後方又以混凝土增蓋一建物。
- 1945年（昭和20年）：日本戰敗，國民政府來台後，繼續依照日人規劃之都市計劃徵收黃家田地，土地先後成為憲兵隊、兵工署、黃復興黨部、人事行政局用地，其餘也成為道路用地，產業僅剩1600餘坪。
- 1950年（民國39年）：因出入不易，拆除門樓。
- 1969年（民國58年）：濂讓居再度大規模整修，正廳地板改鋪洗石子地，大樑抽換，正廳、護龍內側壁體加鋪水泥粉光面。
- 1973年（民國62年）：濂讓居所在地劃為公共設施保留地。
- 1988年（民國77年）：臺北市政府決定興建「龍門國中」，並開始進行私有土地之徵收，但後因軍方不願無償撥用土地，以及國立台灣師範大學教職員宿舍之住戶不願接受補償及安置辦法而延宕多年
- 1999年（民國88年）4月1日：臺北市政府民政局會勘濂讓居認為有列入古蹟保存的價值。
- 1999年（民國88年）5月：臺北市政府民政局召開古蹟鑑定審查會，通過提列為市定古蹟，並正式定名為龍安坡宅濂讓居。
- 1999年（民國88年）6月7日：臺北市政府公告將強制執行拆遷龍門國中預定地上之住戶，同日臺北市政府市政會議通過指定龍安坡黃宅濂讓居等六處建物為市定古蹟
- 1999年（民國88年）6月29日：臺北市政府公告為市定古蹟，濂讓居確定免於遭受拆除。但黃宅後代子孫陸續在古蹟周邊加蓋的部分，不列入古蹟範圍，仍被拆除。
- 2002年（民國91年）5月21日：龍門國中開始動工興建。
- 2002年（民國91年）8月：濂讓居古井及過水廊於拆除周遭建築時一併遭到拆除，後已修復。在拆除週遭建築同時，挖掘出兩個古酒甕，其內裝滿步槍子彈，共計803顆，被認為是日治時期遺留之物品。
- 2004年（民國93年）：龍門國中完工並開始招生。

## 外部連結
- 臺北市立龍門國民中學 （页面存档备份，存于）